# Ugo Boghetta
Ugo Boghetta (Rimini, 27 luglio 1951) è un politico italiano.

## Biografia
Nato a Rimini il 27 luglio 1951, dopo avere conseguito il diploma di perito elettrotecnico, diventa ferroviere e sindacalista.
Boghetta è stato tra i fondatori, insieme a Rocco Cerrato, della sezione di Bologna di Democrazia Proletaria (DP), di cui ne divenne militante.
Nel settembre 1985 è protagonista di una contestazione all'allora segretario generale della UIL Giorgio Benvenuto, lanciandogli una torta di pasticceria in faccia corredata di un doppio giro di panna montata, motivandone il gesto per l'appoggio acritico del sindacato al taglio della scala mobile operato dal governo Craxi nello stesso anno.
Alle elezioni politiche del 1987 è candidato alla Camera dei deputati nella circoscrizione di Bologna-Ferrara-Ravenna-Forlí e ottiene 520 preferenze senza però essere eletto.
Alle elezioni europee del 1989 si candida al Parlamento europeo nella circoscrizione Italia nord-orientale, ottenendo 703 preferenze e non risultando eletto.

### Rifondazione Comunista
Con la nascita del Partito della Rifondazione Comunista (PRC) a seguito dello scioglimento del Partito Comunista Italiano con la svolta della Bolognina, aderisce alla confluenza di DP nel PRC.
Alle elezioni politiche del 1992 si candida alla Camera dei deputati, tra le liste di PRC nella circoscrizione Bologna, ed eletto deputato.
Parlamentare del PRC durante la XI, XII e XIII legislatura, dal 1992 al 2001. Membro della Commissione Lavoro e della Commissione Trasporti durante la XII legislatura, ne è stato vicepresidente dal 1994 al 1996. Membro della Commissione Lavoro Pubblica e Privato durante la XIII legislatura, ne è stato vicepresidente dal 1996 al 1997.
In precedenza è stato consigliere comunale a Bologna, dapprima dal 30 settembre 1985 - a seguito delle dimissioni del consigliere Fabio Alberti - per il gruppo consiliare di Democrazia Proletaria, poi dal 6 maggio 1990 fino al 12 ottobre 1992 - quando si dimette a seguito dell'avvenuta elezione al Parlamento - sempre per il gruppo consiliare di Democrazia Proletaria.
Alle elezioni amministrative del 1995 si è candidato a sindaco di Bologna per Rifondazione Comunista, ottenendo alla tornata elettorale il 7,68% dei voti (pari a 20.443), non accedendo al ballottaggio ma venendo eletto consigliere comunale; si dimette il 21 maggio 1995 per proseguire l'attività parlamentare.
Il 17 novembre 1997 venne coinvolto in una rissa nel transatlantico di Palazzo Montecitorio, insieme ai parlamentari Ramon Mantovani e Famiano Crucianelli contro Mario Borghezio, Luciano Dussin ed Enrico Cavaliere. Rimane a Montecitorio fino al 2001.
Successivamente divenne membro della Direzione Nazionale del PRC e, dal 2009 al 2012, segretario regionale del PRC in Lombardia, eletto con 46 voti favorevoli, 5 contrari e un astenuto dal Comitato Politico Regionale.

### Abbandono di Rifondazione ed Italexit
Il 4 aprile 2017, poco dopo il X congresso del PRC a Spoleto, annuncia la sua uscita da Rifondazione Comunista, in polemica sia con la maggioranza che con la minoranza del partito all'ultimo congresso e motivando la sua decisione per la scarsa attenzione del PRC e degli altri partiti della sinistra radicale ai temi della sicurezza, sovranità nazionale e immigrazione.
A maggio 2018, assieme a Carlo Formenti a Mimmo Porcaro, crea l'associazione politico-culturale "Rinascita! Per un'Italia sovrana e socialista".
Agli inizi del 2021 aderisce ad Italexit, partito politico di matrice sovranista ed euroscettica fondato dal senatore ex-M5S Gianluigi Paragone, diventandone il Responsabile a Bologna.

## Idee politiche
Boghetta viene descritto come un comunista di stampo marxista, movimentista e anarchico di fondo.